# Czeriepanicha (rejon totiemski)
Czeriepanicha (ros. Черепаниха) – wieś w Rosji, w rejonie totiemskim obwodu wołogodzkiego. W 2010 r. liczyła 20 mieszkańców.